# Kasteel Limassol
Kasteel Limassol (Grieks: Κάστρο Λεμεσού) is een kasteel midden in het centrum van Limasol op het eiland Cyprus.
Het kasteel is te bereiken via een autovrije straat vol met terrassen.
Rondom het kasteel is een kerkhof uit het Ottomaanse Rijk.
Het kasteel is tegen betaling te bezichtigen, en het Middeleeuwenmuseum maakt onderdeel van het complex.

## Afbeeldingen

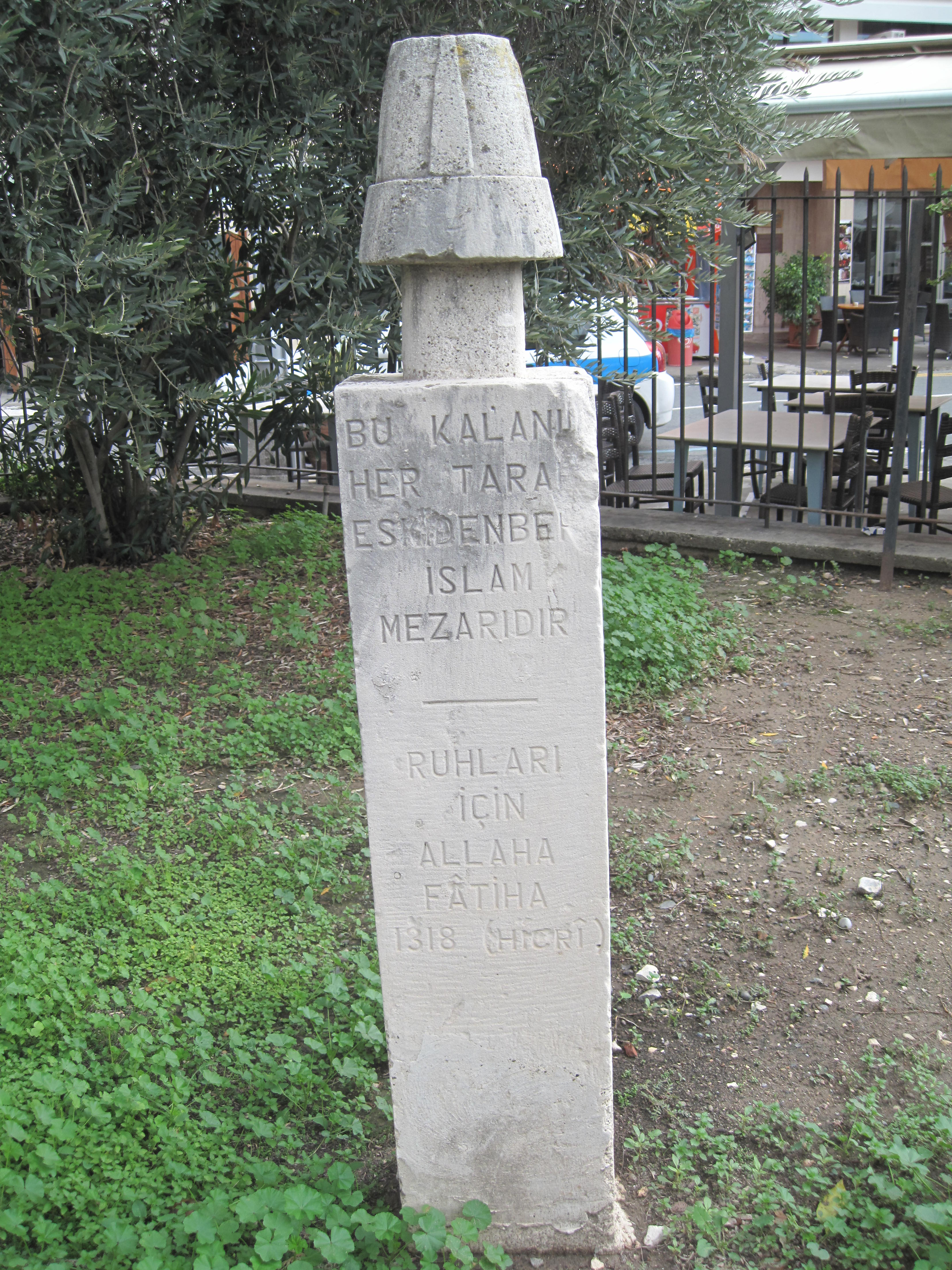
Ottomaans graf
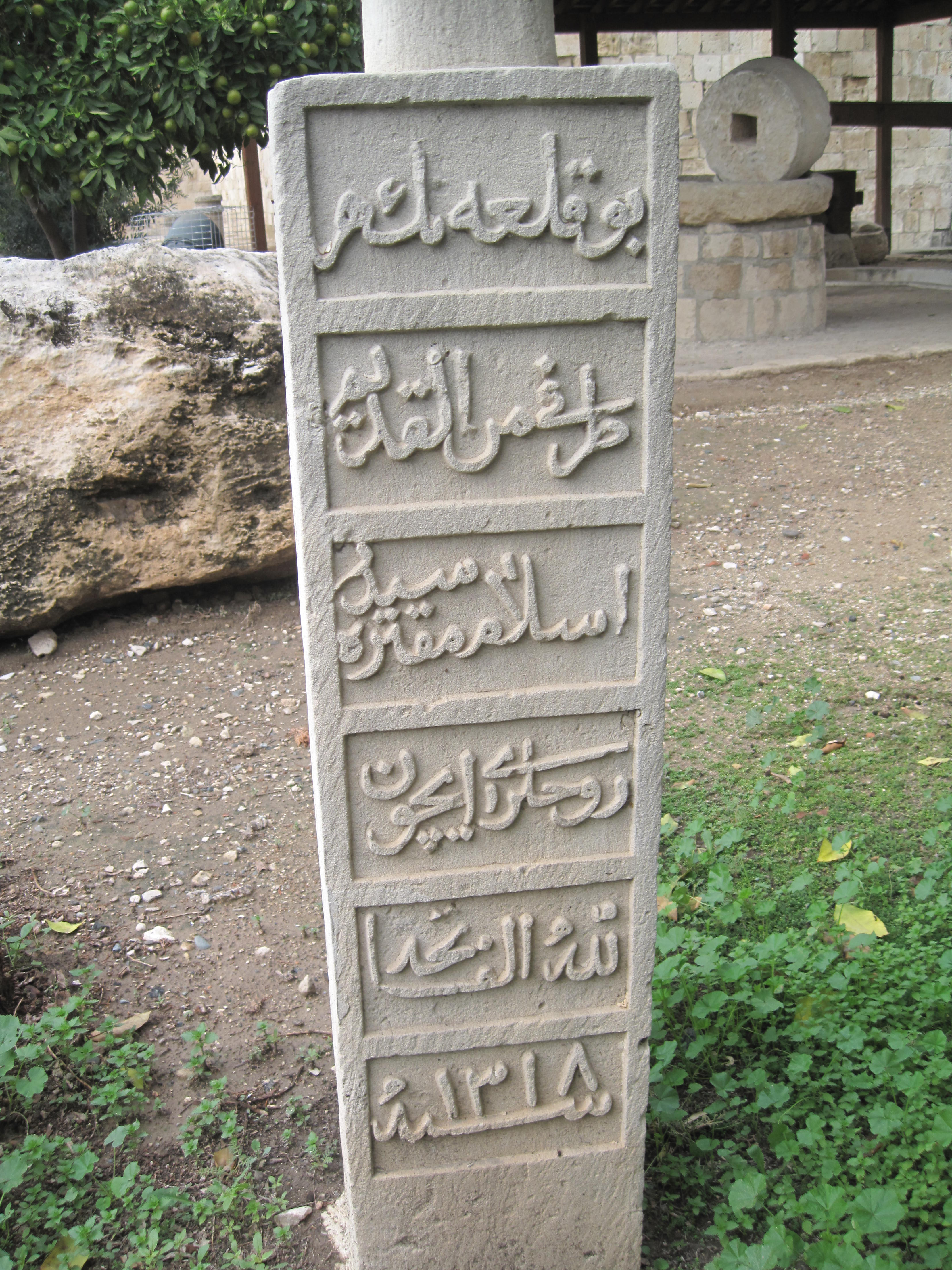
Ottomaanse grafsteen
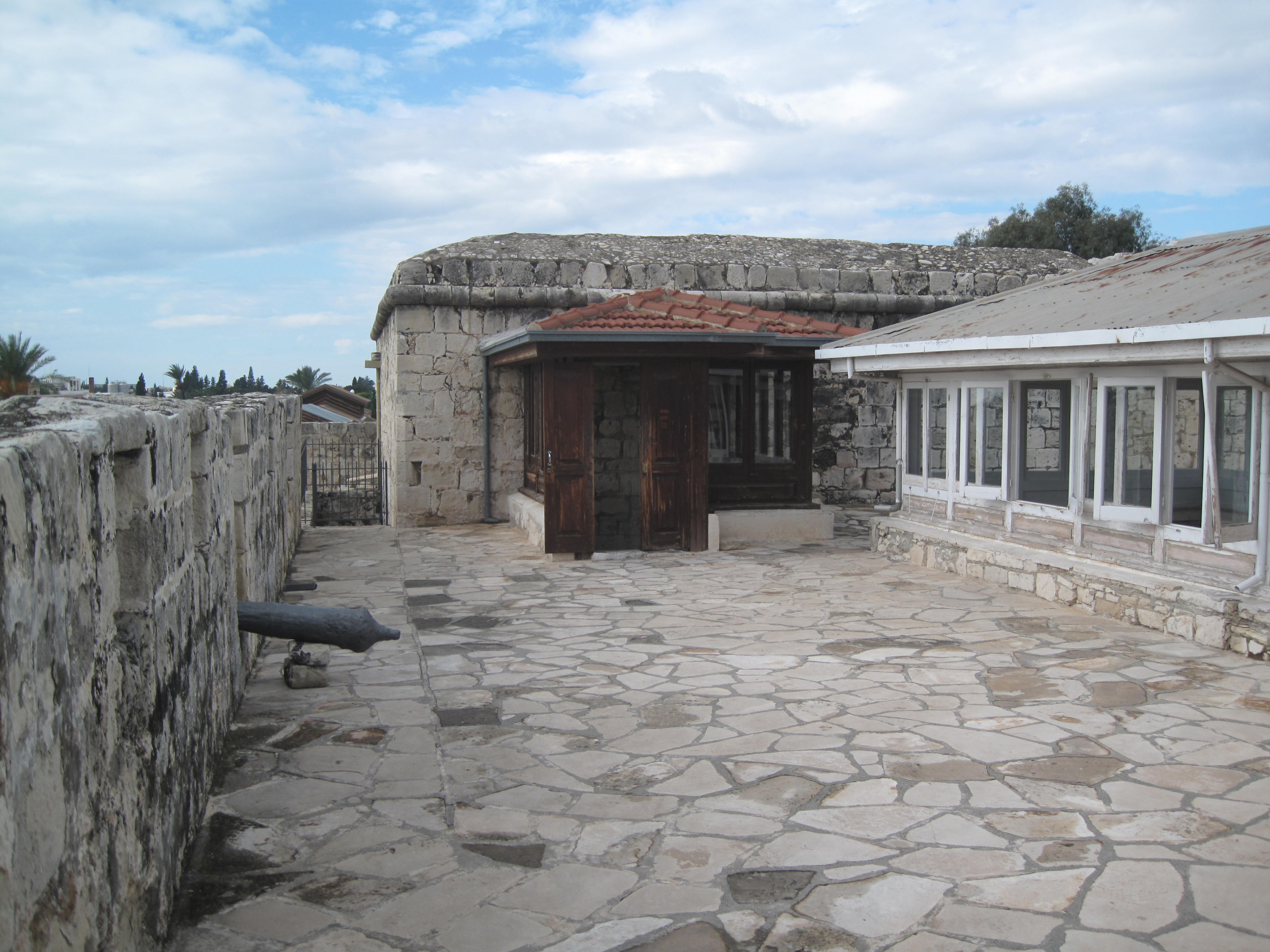
Boven op het kasteel
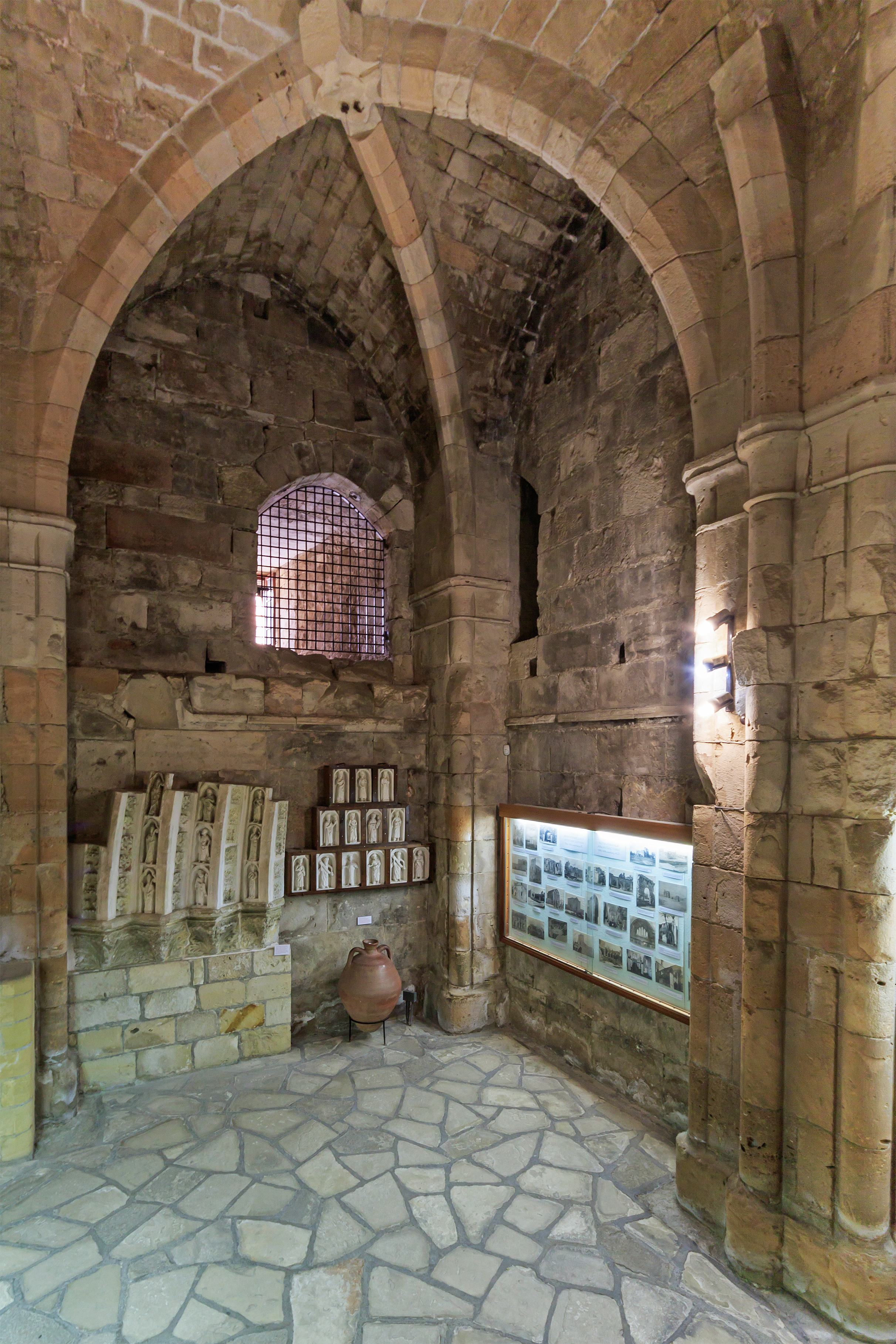
Binnenkant van het kasteel